# Правило Баєса
У теорії ймовірностей та її застосуваннях пра́вило Ба́єса (англ. Bayes' rule) встановлює відповідність між шансами події {\displaystyle A_{1}} проти події {\displaystyle A_{2}} до (апріорі) та після (апостеріорі) обумовлення іншою подією {\displaystyle B}. Шанси {\displaystyle A_{1}} до події {\displaystyle A_{2}} є просто співвідношенням ймовірностей цих двох подій. Апріорні шанси є співвідношенням безумовних, або апріорних ймовірностей, а апостеріорні шанси є співвідношенням умовних, або апостеріорних ймовірностей за умови події {\displaystyle B}. Це відношення виражається у термінах рівня правдоподібності, або коефіцієнту Баєса, {\displaystyle \Lambda }. За визначенням, це є співвідношенням умовних ймовірностей події {\displaystyle B} у випадку {\displaystyle A_{1}} та у випадку {\displaystyle A_{2}} відповідно. Це правило просто стверджує: апостеріорні шанси дорівнюють добуткові апріорних шансів на коефіцієнт Баєса.:8
Коли цікавить довільно велика кількість подій {\displaystyle A}, а не лише дві, це правило може бути перефразовано як апостеріорне є пропорційнім добуткові апріорного на правдоподібність, {\displaystyle P(A|B)\propto P(A)P(B|A)}, де символ пропорційності означає, що ліва частина є пропорційною (тобто, дорівнює добуткові на сталу) до правої частини при зміні {\displaystyle A} для фіксованої або заданої {\displaystyle B}. У такій формі воно йде ще від Лапласа та Курно.
Правило Баєса є рівноцінним способом формулювання теореми Баєса. Якщо нам відомі шанси за та проти {\displaystyle A}, то ми знаємо ймовірність {\displaystyle A}. На практиці в силу ряду причин йому може віддаватися перевага перед теоремою Баєса.
Правило Баєса широко використовується у статистиці, науці та інженерії, наприклад, у виборі моделі, ймовірнісних експертних системах на базі баєсових мереж, статистичних доказах у судових процесах, фільтрах спаму електронної пошти тощо. Як елементарний факт з числення ймовірностей, правило Баєса говорить нам, як пов'язані між собою безумовні та умовні ймовірності, чи то ми працюємо з частотницькою інтерпретацією ймовірності, чи то з баєсовою. При баєсовій інтерпретації воно часто застосовується у ситуації, коли {\displaystyle A_{1}} та {\displaystyle A_{2}} є конкурентними гіпотезами, а {\displaystyle B} є деяким спостережуваним свідченням. Це правило показує, як чиєсь судження про те, чи є істинною {\displaystyle A_{1}} чи {\displaystyle A_{2}}, повинне уточнюватися при спостереженні свідчення {\displaystyle B}.

## Правило

### Одна подія
Для заданих подій {\displaystyle A_{1}}, {\displaystyle A_{2}} та {\displaystyle B} правило Баєса стверджує, що умовні шанси {\displaystyle A_{1}:A_{2}} за умови {\displaystyle B} дорівнюють відособленим шансам {\displaystyle A_{1}:A_{2}}, помноженим на коефіцієнт Баєса або рівень правдоподібності {\displaystyle \Lambda }:
{\displaystyle O(A_{1}:A_{2}|B)=\Lambda (A_{1}:A_{2}|B)\cdot O(A_{1}:A_{2}),}
де
{\displaystyle \Lambda (A_{1}:A_{2}|B)={\frac {P(B|A_{1})}{P(B|A_{2})}}.}
Тут шанси та умовні шанси, відомі також як апріорні та апостеріорні шанси, визначаються як
{\displaystyle O(A_{1}:A_{2})={\frac {P(A_{1})}{P(A_{2})}},}
{\displaystyle O(A_{1}:A_{2}|B)={\frac {P(A_{1}|B)}{P(A_{2}|B)}}.}
В особливому випадку, коли {\displaystyle A_{1}=A} та {\displaystyle A_{2}=\neg A}, пишуть {\displaystyle O(A)=O(A:\neg A)}, та використовують аналогічні скорочення для коефіцієнту Баєса та умовних шансів. Шанси {\displaystyle A} за визначенням є шансами за та проти {\displaystyle A}. Відтак, правило Баєса може бути записано у скороченій формі
{\displaystyle O(A|B)=O(A)\cdot \Lambda (A|B),}
або іншими словами: апостеріорні шанси {\displaystyle A} дорівнюють апріорним шансам {\displaystyle A}, помноженим на рівень правдоподібності {\displaystyle A} за умови інформації {\displaystyle B}. Коротко, апостеріорні шанси дорівнюють апріорним шансам, помноженим на рівень правдоподібності.
Це правило часто застосовується, коли {\displaystyle A_{1}=A} та {\displaystyle A_{2}=\neg A} є двома конкурентними гіпотезами стосовно причини деякої події {\displaystyle B}. Апріорні шанси {\displaystyle A}, іншими словами, шанси {\displaystyle A} проти {\displaystyle \neg A}, виражають наші початкові переконання стосовно того, чи є {\displaystyle A} істинним, чи ні. Подія {\displaystyle B} представляє якесь свідчення, інформацію, дані або спостереження. Рівень правдоподібності є співвідношенням шансів спостереження {\displaystyle B} відповідно до гіпотез {\displaystyle A} та {\displaystyle \neg A}. Це правило каже нам, як мають уточнюватися наші апріорні переконання стосовно того, чи є {\displaystyle A} істинним, чи ні, при отриманні інформації {\displaystyle B}.

### Багато подій
Якщо ми розглядаємо {\displaystyle A} як довільну, а {\displaystyle B} як незмінну, то ми можемо переписати теорему Баєса {\displaystyle P(A|B)=P(A)P(B|A)/P(B)} у вигляді {\displaystyle P(A|B)\propto P(A)P(B|A)}, де символ пропорційності означає, що зі зміною {\displaystyle A} при незмінній {\displaystyle B} ліва частина дорівнює правій частині, помноженій на сталу.
Словами — апостеріорне пропорційне апріорному, помноженому на правдоподібність. Цю версію теореми Баєса було спочатку названо «Правилом Баєса» Антуаном-Огюстеном Курно у 1843 році. Курно популяризував ранішу працю Лапласа 1774 року, який незалежно відкрив правило Баєса. Працю Баєса було опубліковано посмертно у 1763 році, але вона залишалася більш-менш невідомою, поки Курно не привернув увагу до неї.
Правилу Баєса може віддаватися перевага перед звичайним формулюванням теореми Баєса з цілого ряду причин. По-перше, воно є інтуїтивно простішим для розуміння. Інша причина полягає в тому, що в нормалізації ймовірностей іноді немає необхідності: іноді потрібно знати лише співвідношення ймовірностей. Нарешті, виконання нормалізації часто простіше здійснювати після спрощення добутку апріорного та правдоподібності шляхом вилучення будь-яких множників, що не залежать від {\displaystyle A}, відтак нам не потрібно насправді обчислювати знаменник {\displaystyle P(B)} у звичайному формулюванні теореми Баєса {\displaystyle P(A|B)={\frac {P(B|A)\,P(A)}{P(B)}}\cdot \,}
У баєсовій статистиці правило Баєса часто застосовується із так званою некоректною апріорною ймовірністю, наприклад, рівномірним розподілом ймовірності над усіма дійсними числами. В такому випадку апріорний розподіл не існує як міра ймовірності в межах звичайної теорії ймовірності, й теорема Баєса сама по собі є не доступною.

### Послідовність подій
Правило Баєса може застосовуватися кілька разів. Кожного разу, як ми спостерігаємо нову подію, ми уточнюємо шанси між подіями, що нас цікавлять, скажімо, {\displaystyle A_{1}} та {\displaystyle A_{2}}, враховуючи цю нову інформацію. Для двох подій (повідомлень, свідчень) {\displaystyle B} та {\displaystyle C}
{\displaystyle O(A_{1}:A_{2}|B\cap C)=\Lambda (A_{1}:A_{2}|B\cap C)\cdot \Lambda (A_{1}:A_{2}|B)\cdot O(A_{1}:A_{2}),}
де
{\displaystyle \Lambda (A_{1}:A_{2}|B)={\frac {P(B|A_{1})}{P(B|A_{2})}},}
{\displaystyle \Lambda (A_{1}:A_{2}|B\cap C)={\frac {P(C|A_{1}\cap B)}{P(C|A_{2}\cap B)}}.}
В особливому випадку двох взаємодоповнюваних подій {\displaystyle A} та {\displaystyle \neg A} еквівалентним записом є
{\displaystyle O(A|B,C)=\Lambda (A|B\cap C)\cdot \Lambda (A|B)\cdot O(A).}

## Виведення
Розгляньмо два примірники теореми Баєса:
{\displaystyle P(A_{1}|B)={\frac {1}{P(B)}}\cdot P(B|A_{1})\cdot P(A_{1}),}
{\displaystyle P(A_{2}|B)={\frac {1}{P(B)}}\cdot P(B|A_{2})\cdot P(A_{2}).}
Їхнє поєднання дає
{\displaystyle {\frac {P(A_{1}|B)}{P(A_{2}|B)}}={\frac {P(B|A_{1})}{P(B|A_{2})}}\cdot {\frac {P(A_{1})}{P(A_{2})}}.}
Тепер за визначення
{\displaystyle O(A_{1}:A_{2}|B)\triangleq {\frac {P(A_{1}|B)}{P(A_{2}|B)}}}
{\displaystyle O(A_{1}:A_{2})\triangleq {\frac {P(A_{1})}{P(A_{2})}}}
{\displaystyle \Lambda (A_{1}:A_{2}|B)\triangleq {\frac {P(B|A_{1})}{P(B|A_{2})}},}
це означає
{\displaystyle O(A_{1}:A_{2}|B)=\Lambda (A_{1}:A_{2}|B)\cdot O(A_{1}:A_{2}).}
Аналогічне виведення застосовується для зумовлювання багатьма подіями, з використанням відповідного розширення теореми Баєса.

## Приклади

### Частотницький приклад
Розгляньмо приклад перевірки на вживання наркотиків зі статті про теорему Баєса.
Такі ж результати може бути отримано з використанням правила Баєса. Апріорні шанси того, що особа вживає наркотики, є 199 проти 1, оскільки {\displaystyle \textstyle 0.5\%={\frac {1}{200}}} та {\displaystyle \textstyle 99.5\%={\frac {199}{200}}}. Коефіцієнт Баєса у разі позитивного результату перевірки особи є {\displaystyle \textstyle {\frac {0.99}{0.01}}=99:1} на користь того, що особа вживає наркотики: це є співвідношення ймовірності позитивного результату для особи, що вживає наркотики, до позитивного результату особи, що їх не вживає. Апостеріорними шансами того, що особа вживає наркотики, відтак є {\displaystyle \textstyle 1\times 99:199\times 1=99:199}, що є дуже близьким до {\displaystyle \textstyle 100:200=1:2}. У круглих числах, лише один з трьох із тих, чия перевірка дала позитивний результат, насправді вживає наркотики.